# The Ghost and the Tout
The Ghost and the Tout, también conocida como Ghost and the Tout es una película de fantasmas nigeriana de 2018, escrita y dirigida por Charles Uwagbai. Está protagonizada por Sambasa Nzeribe, Toyin Abraham, Rachael Okonkwo y Omowumi Dada. Se estrenó en cines locales el 11 de mayo de 2018 y recibió reseñas positivas de los críticos. Se convirtió en éxito de taquilla recaudando 30 millones en una semana y se mantuvo como la quinta película nigeriana más taquillera en 2018.

## Sinopsis
Isila (Toyin Abraham) es una joven de gueto que se encuentra con un fantasma llamado Mike (Sambasa Nzeribe) quien necesita ayuda para comunicarse con sus seres queridos.

## Elenco
- Sambasa Nzeribe como fantasma (Mike)
- Toyin Abraham como Isila
- Rachael Okonkwo
- Ronke Ojo
- Chioma Chukwuka
- Chioma Omeruah
- Dele Odule
- Chiwetalu Agu
- Femi Adebayo
- Omowumi Dada
- Jumoke George